# Catedral basílica de San Esteban (Saint-Brieuc)
La basílica catedral de San Esteban o simplemente catedral de Saint-Brieuc (en francés: Basilique-Cathédrale Saint-Étienne de Saint-Brieuc) es una iglesia catedral católica de Francia erigida en la ciudad de Saint-Brieuc, Bretaña. Es un monumento histórico desde el 30 de octubre de 1906.
La catedral, situada en la plaza del General de Gaulle en Saint-Brieuc, tiene el aspecto de una fortaleza y, de hecho, ha cumplido el papel de una iglesia-fortaleza (cathédrale-forteresse) en muchas ocasiones cuando la ciudad fue sitiada en tiempos anteriores. El pórtico central está flanqueado por dos robustas torres: la torre Brieuc del siglo XIV, que tiene 28 m de alto y la  torre Marie del siglo XV, que tiene 33 m de altura.
El edificio actual se inició alrededor de 1180 durante el episcopado del obispo Geffroy de Hénon y el edificio estaba muy avanzado cuando en 1212 el obispo Pierre fue enterrado en la base de la Tour Brieuc. Pierre había llevado las reliquias de Saint-Brieuc a la ciudad de Angers en octubre de 1210.
El trabajo en la fachada oeste del edificio siguió bajo el obispado de monseñor Guillaume Pinchon, desde su llegada en 1220 a su exilio a Poitiers en 1228, después del conflicto de Pinchon con Pierre Mauclerc. Cuando volvió en 1231, había una capilla construida en el lado sur del edificio, dedicada a Saint Mathurin. Su deseo fue ser enterrado en la capilla y esto ocurrió en 1234. La obra fue terminada por el sucesor de Pinchon, Philippe, antes de su partida a Tierra Santa en 1248. Fue el obispo Philippe quien se trasladó a Pinchon para canonizarlo el 12 de abril de 1247.

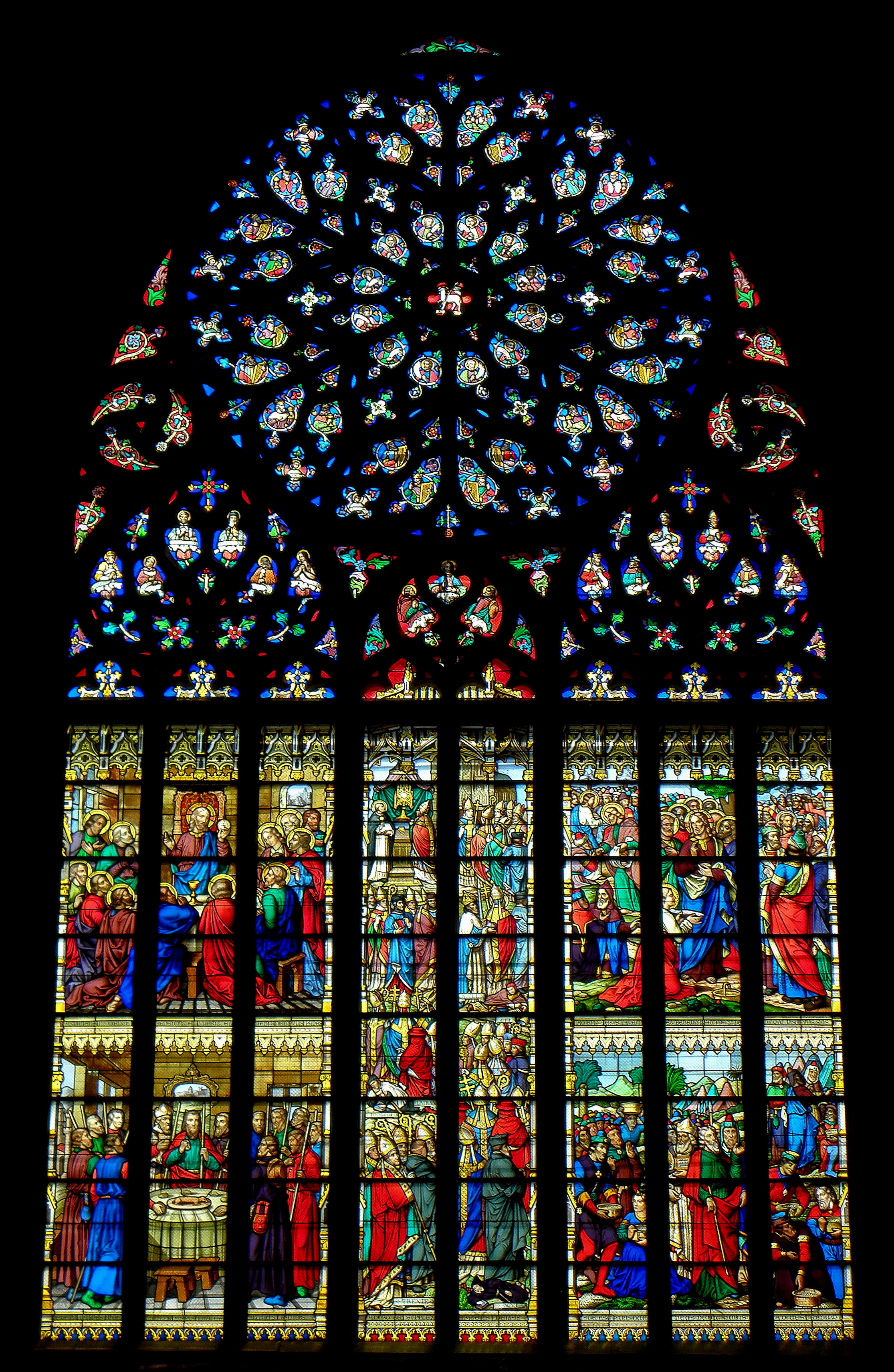
Vista de uno de los vitrales

Más de cien años después la catedral sufrió mucho daño a manos de los ingleses durante la destructiva Guerra de la Sucesión bretona y luego por un incendio a finales de 1353.
A principios del siglo XV, la catedral fue terminada y entre 1460 y 1472, el obispo John Prigent comenzó la construcción de la capilla de la Anunciación. Por último, los siglos XIX y XX vieron muchas restauraciones y obras importantes, incluyendo la reparación de la bóveda y el trabajo en los vitrales. La catedral tuvo que ser reconstruida en muchas ocasiones como consecuencia de ataques militares o desastres naturales.